# Rue Pierre-Mauroy (Paris)
Pour les articles homonymes, voir Rue Pierre-Mauroy.
La rue Pierre-Mauroy est une voie nouvelle du 18e arrondissement de Paris située dans le quartier de la Chapelle.

## Situation et accès
La rue Pierre-Mauroy est principalement desservie par la ligne 12 du métro de Paris et la ligne 3b du tramway d'Île-de-France à la station Porte de la Chapelle.
Elle commence au no 59, rue de la Chapelle et finit au no 29, boulevard Ney.
Artère centrale et principale du nouveau quartier parisien de Chapelle International qu'elle traverse du sud au nord, elle dessert la rue des Cheminots, la rue de la Concertation, la rue Eva-Kotchever, l'allée Léon-Bronchart, l'allée Lydia-Becker, le square du 21-Avril-1944 et le passage du Gué, et à terme les futures rue Mado-Maurin et rue du Fret.

## Origine du nom

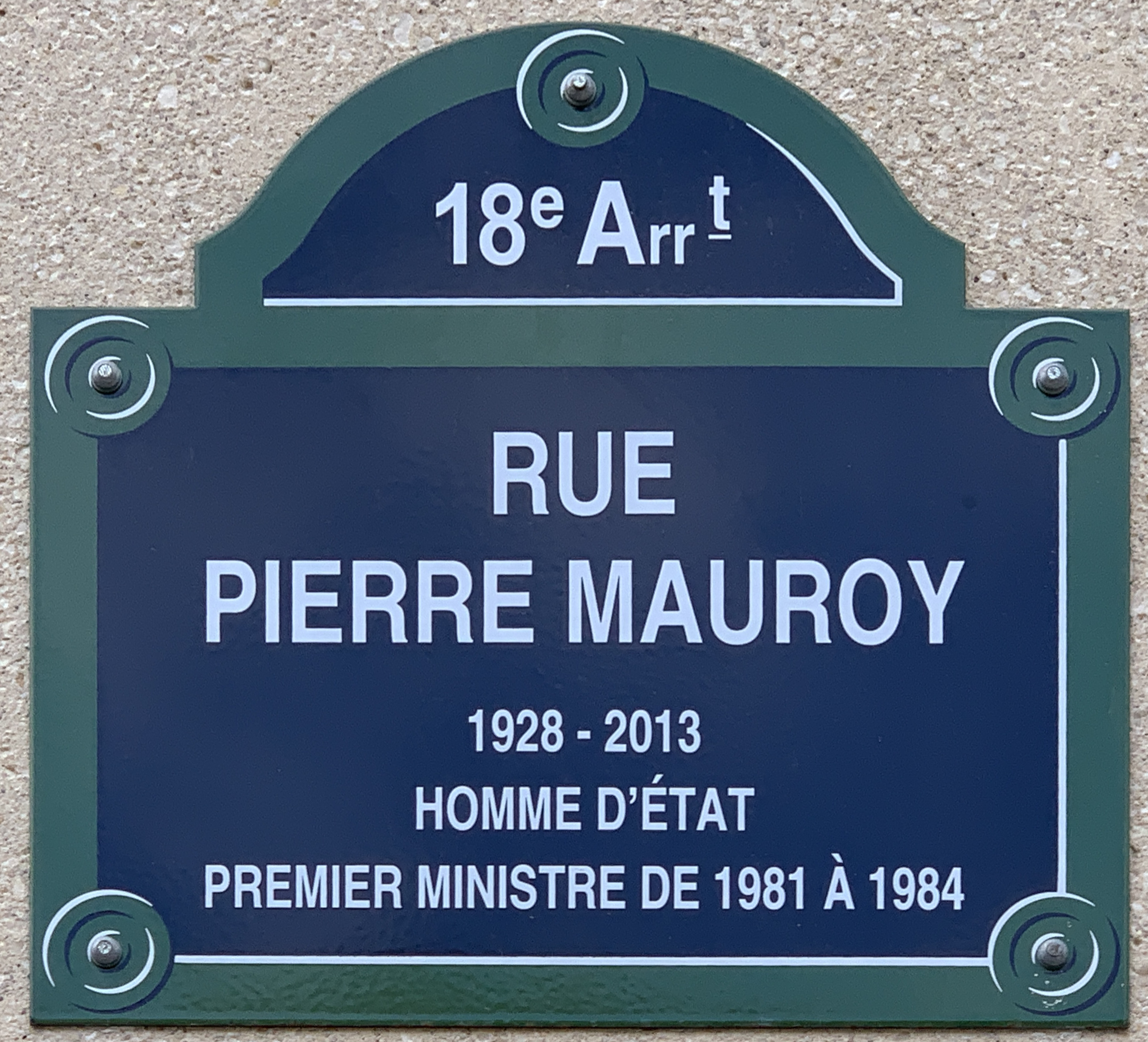
Plaque de la rue.

Elle porte le nom de l'homme d’État, Premier ministre français Pierre Mauroy (1928-2013).
Une rue Pierre-Mauroy existe aussi à Lille.

## Historique
La voie a été nommée sous le nom provisoire de « voie CP/18 », avant de prendre sa dénomination actuelle au Conseil du 18e arrondissement et du Conseil de Paris, officielle depuis 2019.

## Bâtiments remarquables et lieux de mémoire
- Le quartier de Chapelle international ;
- Le parc Chapelle-Charbon[5] ;
- La rue Eva-Kotchever[6] ;
- La rue des Cheminots.